# Ad Astra Aero

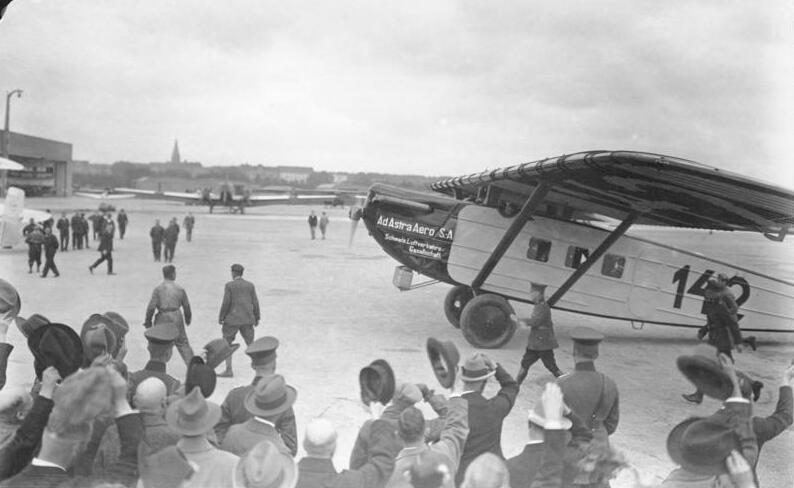
Walter Mittelholzer atterra con il Dornier B-Bal Merkur CH-142 della Ad Astra Aero all'aeroporto di Berlino-Tempelhof, (tra il 1927 ed il 1931).

La Ad Astra Aero era una compagnia aerea svizzera fondata nel 1919 ed operativa dal 1922.
Continuò ad operare fino al 1931 quando, fondendosi con la Basler Luftverkehr AG (Balair), diede origine alla Swissair.

## Flotta
(elenco parziale)
 Germania
- Dornier Merkur
- Dornier Falke
- Junkers A 20
- Junkers H 21
- Junkers S 22
- Junkers F 13
- Junkers G 23
- Junkers G 24
- Messerschmitt M 18
- Rohrbach Ro VIII

 Italia
- Macchi M.3
- Macchi M.9bis
- Macchi M.18

 Paesi Bassi
- Fokker F.VII

 Svizzera
- Häfeli DH-3